# Microsoft Office 2000
Microsoft Office 2000 (кодовое имя Office 9) — шестая основная версия офисного пакета Microsoft Office, созданная и распространявшаяся компанией Microsoft для операционных систем Windows. Пакет выпущен 29 марта 1999 года и поступил в продажу тремя месяцами позже 7 июня того же года. Является преемником пятой версии Microsoft Office 97 и предшественником седьмой Microsoft Office XP. Издание пакета для Mac OS увидело свет 11 октября 2000 года.

## Новые функции
Функции данного пакета включали создание и публикацию HTML документов, совместную работу в Интернете — интеграцию с NetMeeting, поддержку перемещаемых профилей пользователей, поддержку надстроек COM, обновленную версию Office Assistant, улучшенную совместимость с 2000 годом и улучшения интерфейса, в том числе и персонализированные меню и панели инструментов, исключавшие редко используемые команды из буфера. Office 2000 также содержал программу обработки растровых и векторных изображений PhotoDraw и веб-компоненты. Это также первая версия Office, в которой для установки использовался установщик Windows. Данный пакет в том числе поставлялся вместе с Internet Explorer 5 и использовал в равной мере и его технологии.

## Издания
Microsoft представила миру пять основных версий пакета Office 2000: Standard, Small Business, Professional, Premium и Developer, отличавшихся составом и ценой. Было дополнительно выпущено и Персональное издание с программами Word, Excel и Outlook специально для японского рынка. Все версии Office 2000, как предназначавшиеся для ежедневного пользования и продававшиеся в Австралии, Бразилии, Китае, Франции и Новой Зеландии, так и академические, использовавшиеся в Канаде и США, требовали от пользователя активации продукта через сеть Интернет. Microsoft распространила это требование на все издания, распространявшиеся в Канаде и США, с обновлением Office 2000 Service Release 1. Но уже с 15 апреля 2003 года активация продукта больше не требовалась. Активация продукта через Интернет позже стала обязательной для всех версий Microsoft Office, начиная с Office XP.
Office 2000 был несовместим с Windows NT 3.51, для него требовались Windows 95 или Windows NT 4.0 SP3. Это была последняя версия Office, поддерживавшая это издание Windows, поскольку ее преемник, Office XP, стал с ней несовместим в связи с прекращением её поддержки.
Microsoft всего выпустила три пакета обновления для Office 2000 на протяжении всего существования пакета. Основная поддержка этой версии Microsoft Office закончилась 30 июня 2004 года, а расширенная — 14 июля 2009 года.